# 阿利斯泰爾·辛克萊爾
阿利斯泰爾·辛克萊爾（英語：Alistair Sinclair，1960年—），英國電腦科學家與計算理論家，曾獲哥德爾獎。
辛克萊爾於1979年大學畢業於劍橋大學，隨後於1988年自愛丁堡大學得到電腦科學博士學位，目前在柏克萊加州大學任教，並在愛丁堡大學、DIMACS、柏克萊國際電腦科學院都曾有任職。

## 外部連結
- 官方网站